# Brdo (Buje)
Brdo is een plaats in de gemeente Buje in de Kroatische provincie Istrië. De plaats telt 16 inwoners (2001).